# Santo Tomás La Unión
Santo Tomás La Unión é uma cidade da Guatemala do departamento de Suchitepéquez.